# 湛河区
湛河区是中华人民共和国河南省平顶山市南部的一个市辖区。面积124平方公里，总人口約35万人。

## 行政区划
湛河区下辖9个街道办事处、1个乡：
马庄街道、南环路街道、姚孟街道、九里山街道、轻工路街道、高阳路街道、北渡街道、荆山街道、河滨街道和曹镇乡。

## 人口民族
根據第七次人口普查數據，截至2020年11月1日零時，湛河區常住人口345928人 。